# Chester Boone
Chester Boone (Houston, 27 februari 1906 - 25 januari 1988) was een Amerikaanse jazztrompettist.
Boone was lid van de band van Troy Floyd, waar hij speelde naast Herschel Evans. Hierna werkte hij met Evans in de groep van Grant Moore en rond 1932 begon hij een eigen band, waarin onder meer Arnett Cobb speelde (1934-1936). In 1936 sloot hij zich aan bij de Skin Brown Models, waarmee hij in New York terechtkwam. Hier werkte hij bij verschillende bandleiders zoals Louis Jordan en nam hij op met Sammy Price en Lloyd Philips. Begin jaren veertig speelde hij kort bij Joe Marshall voordat hij weer een eigen band had, waarmee hij ook in de opnamestudio stond. Hij werkte bij Horace Henderson en Buddy Johnson en was daarna drie jaar lid van het orkest van Luis Russell. Later in de oorlog toerde hij in een United Service Organizations-groep, onder meer op eilanden in de Grote Oceaan. Eind jaren veertig stapte hij uit de muziekbusiness, hoewel hij nog weleens optrad. Ook richtte hij een platenlabel op, Nu Tex.